# Mitsubishi F-2
Il Mitsubishi F-2 è un caccia multiruolo giapponese costruito dalla Mitsubishi Heavy Industries. È basato sull'F-16 Fighting Falcon della General Dynamics, la cui divisione aeronautica fu poi acquisita da Lockheed Martin, società che è stata un importante subcontraente della Mitsubishi per la progettazione e la produzione dell'F-2.

## Storia del progetto
Inizialmente fu designato come programma FS-X, e col nome industriale Mitsubishi SX-3, e doveva essere un programma unicamente nazionale, ma nel 1988 tutti i progetti interni furono accantonati a favore di un memorandum of understanding basato sul trasferimento di tecnologia dagli Stati Uniti del caccia F-16 Fighting Falcon. Oltre ad attingere alle qualità aeronautiche del caccia americano, per la prima volta  è stato fatto ampio uso di materiali compositi per la sua costruzione, e ciò conferisce anche una certa capacità stealth. Quanto alla sua maneggevolezza, la sua configurazione con ali ingrandite gli permette di essere eccellente. L'adozione, anche in questo caso per la prima volta, di un radar a scansione elettronica, il modello J/APG-1 prodotto da Mitsubishi Electric, lo ha poi reso un aereo da caccia all'avanguardia.

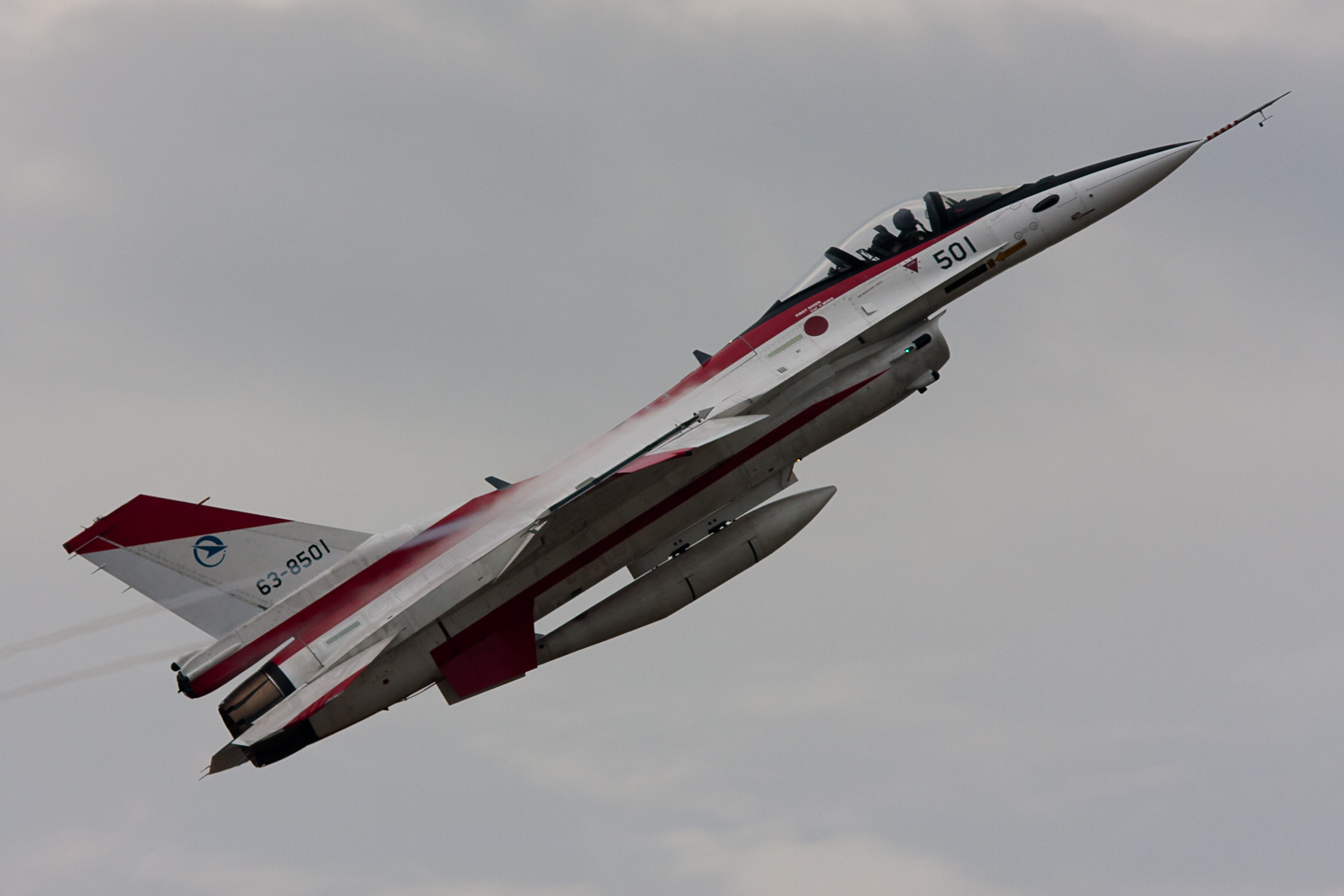
Il prototipo XF-2A.

Il primo prototipo monoposto, XF-2A, ha fatto il suo primo volo il 7 ottobre 1995.  Il secondo velivolo, biposto denominato XF-2B, è decollato per la prima volta il 2 aprile 1996. I quattro prototipi costruiti sono rimasti in servizio nell'Air Development and Test Wing presso la base aerea di Gifu, adibiti ai test e alla sperimentazione di apparecchiature e armi.
Il costo dell'F-2 non è mai stato reso pubblico, ma la maggior parte delle stime lo individua a oltre 100 milioni di dollari per esemplare, esclusi i costi di ricerca e sviluppo, ed è perciò molto più costoso rispetto all'F-16 Fighting Falcon per delle prestazioni giudicate leggermente superiori.

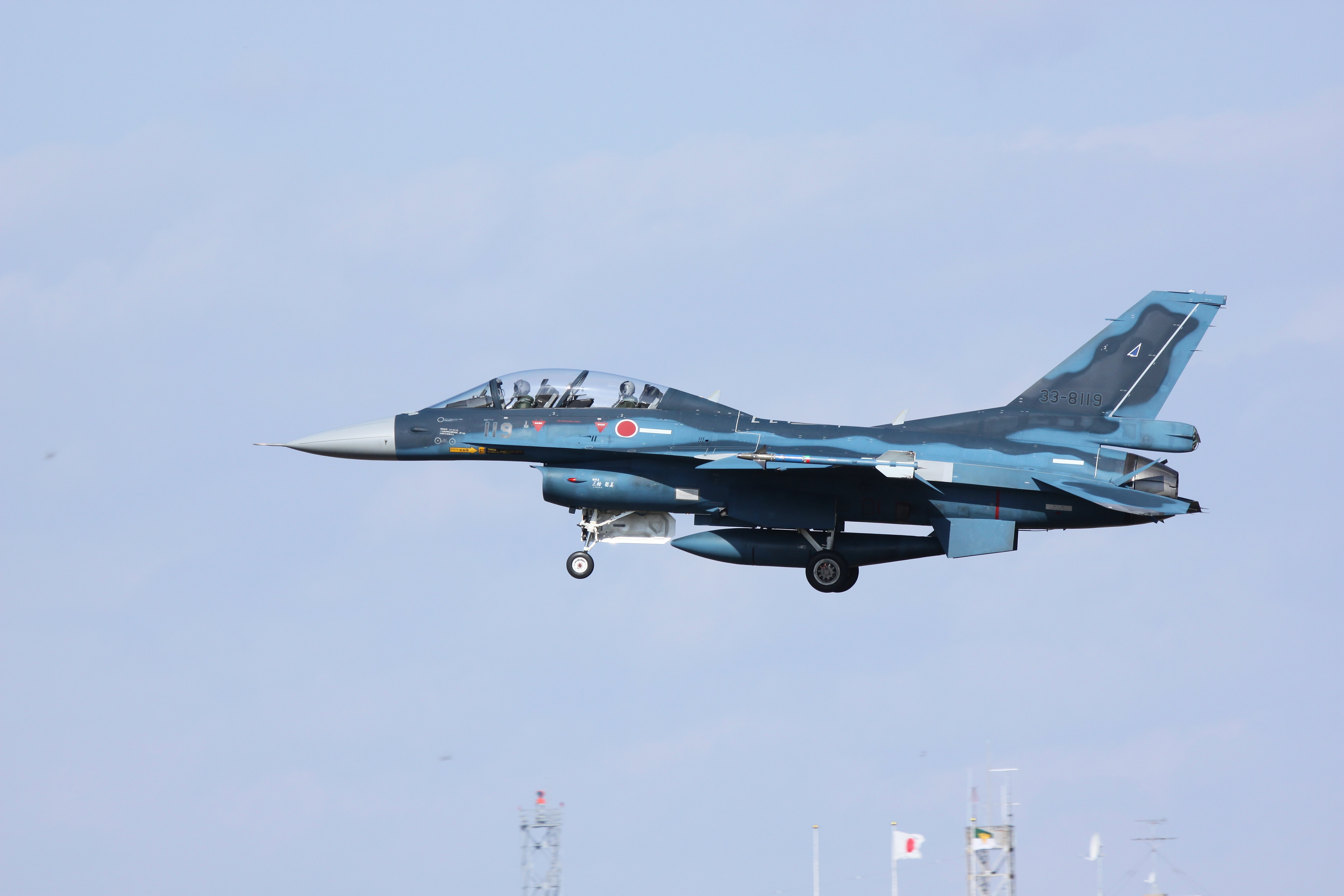
Mitsubishi F-2B biposto.

La produzione dei prototipi incominciò nel 1995, mentre la produzione in serie del modello definitivo iniziò nel 1999 e terminò nel 2011. Furono costruiti complessivamente 98 esemplari, suddivisi in 4 prototipi, 62 F-2A monoposto e 32 F-2B biposto.
L'F-2 è entrato in servizio operativo con le forze aeree giapponesi nell'ottobre 2000.
A causa di alcuni incidenti ed eventi calamitosi, fra cui il maremoto del Tōhoku dell'11 marzo 2011, sono stati persi alcuni velivoli. Nel 2022 gli esemplari in servizio erano 91.
A partire dal 2035 sarà progressivamente rimpiazzato dal Mitsubishi F-X, progetto che è poi confluito nel programma Global Combat Air Programme (GCAP), sforzo di cooperazione fra Giappone, Italia e Regno Unito.

## Design

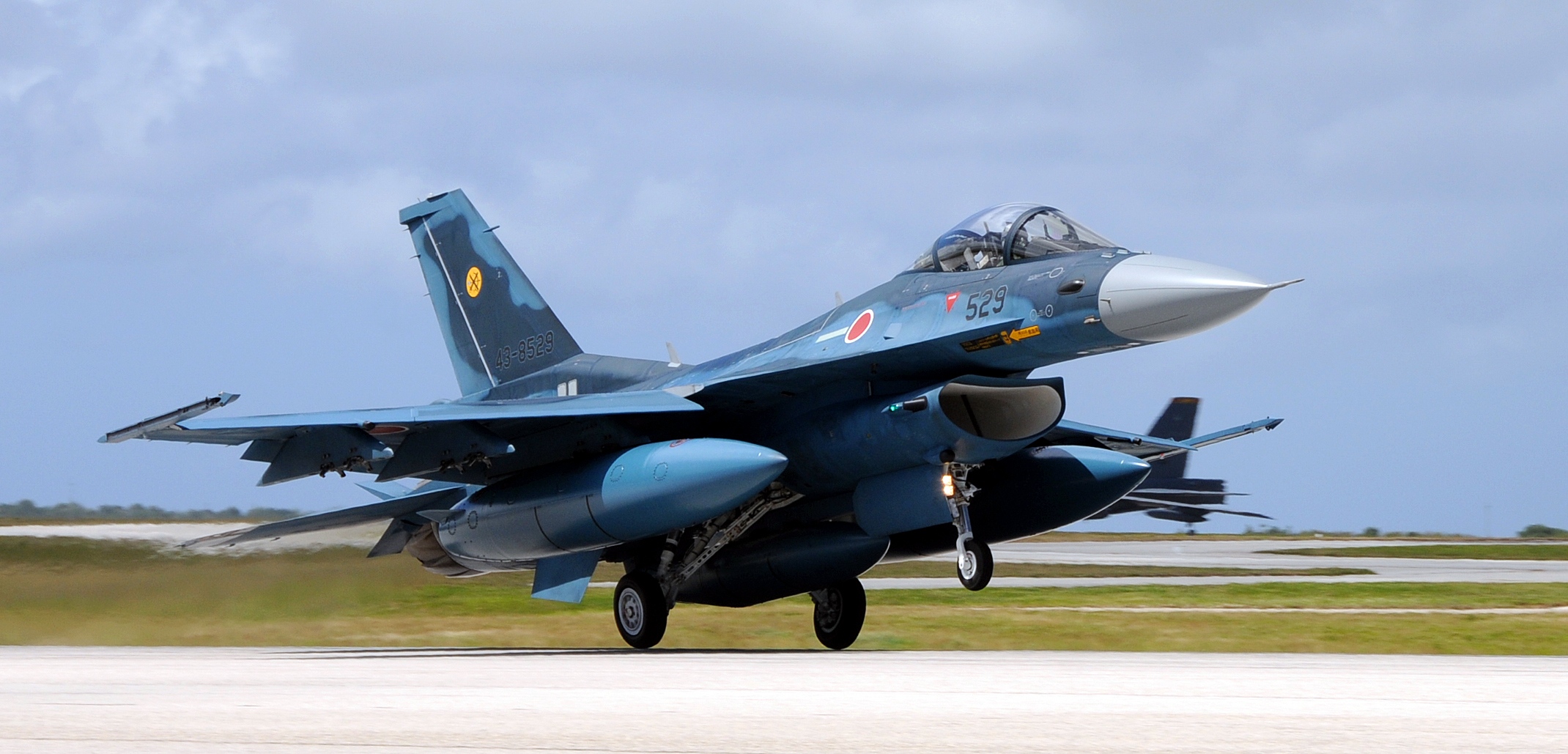
F-2 in fase di atterraggio.

Nonostante l'evidente somiglianza con l'F-16, le differenze esteriori sono enormi con dimensioni maggiorate, ali più grandi ed estese, piano di coda completamente nuovo, un diverso tettuccio più robusto diviso in tre parti, un muso leggermente differente, una presa d'aria modificata, e l'aggiunta di un paracadute in coda per frenare durante l'atterraggio.

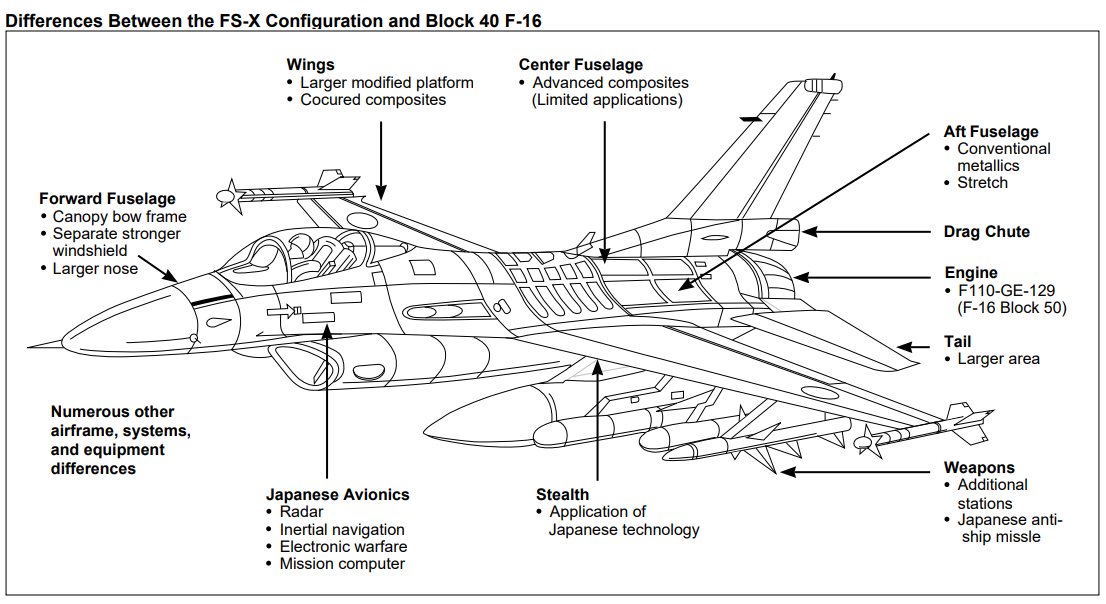
Differenze tra F-2 e F-16 Block 40.

L'ingrandimento delle ali ha permesso di aumentare il carico che può essere trasportato, e di aggiungere altri due attacchi alari per le armi. Per evitare un aumento di peso eccessivo della struttura, si è impiegata la fibra di carbonio per la costruzione delle ali. L'apertura alare è quindi aumentata raggiungendo 11,13 m, ossia un metro in più rispetto all'F-16, e ciò dovrebbe migliorare anche la manovrabilità.

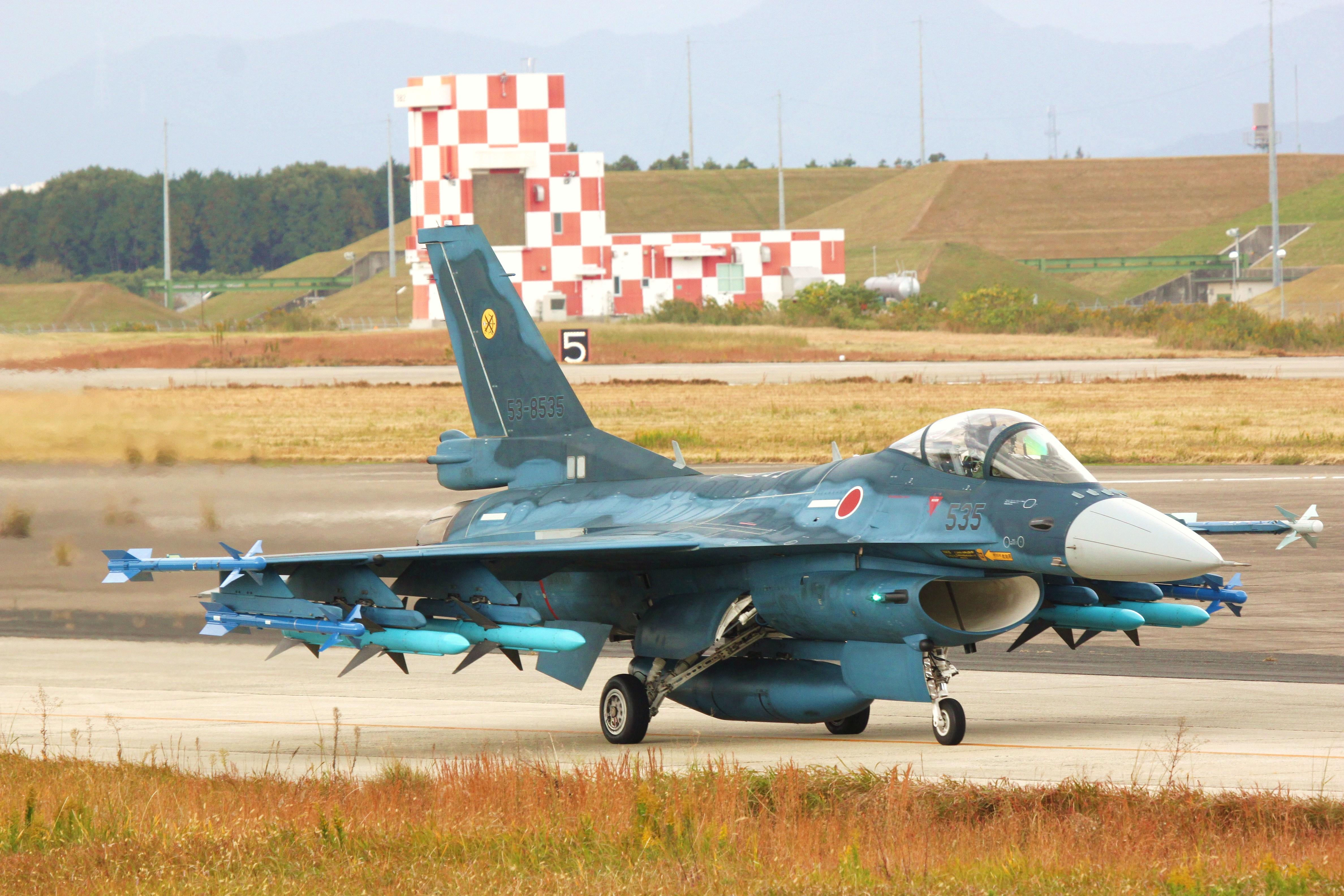
Il caccia F-2 dispone di un maggior numero di attacchi alari per le armi.

## Armamento
Essendo prevalentemente un cacciabombardiere con vocazione per l'attacco al suolo, anche se utilizzato spesso come intercettore puro, la dotazione di armi per le missioni d'attacco è decisamente ricca. In particolare spiccano i potenti missili antinave ASM-1 e ASM-2, simili al francese Exocet, che forniscono all'aereo capacità davvero ragguardevoli. Inoltre sono disponibili le bombe JDAM a guida satellitare, e le bombe Mk 82 dotate di un kit Type 91 GCS-1 per la guida laser.

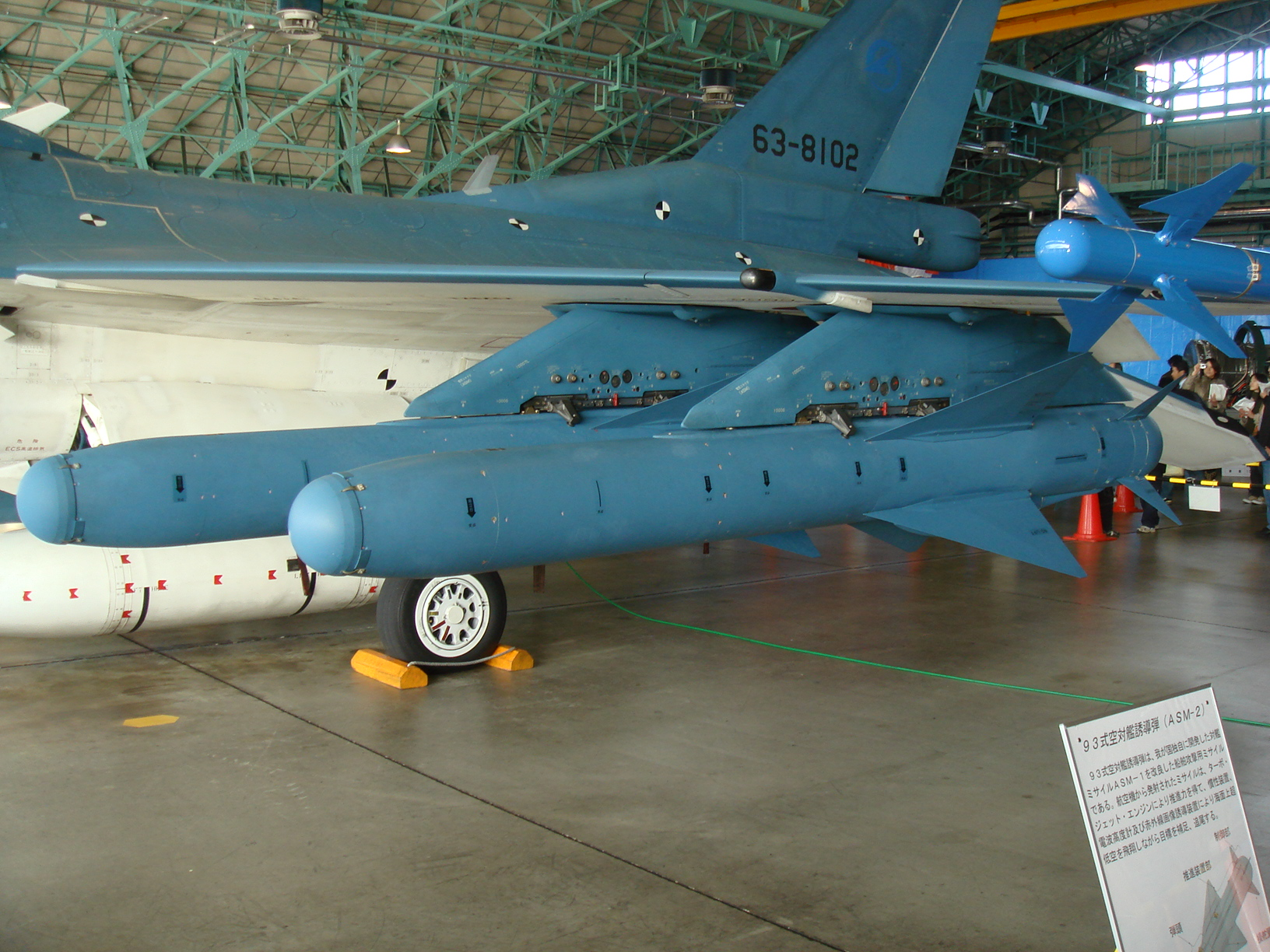
Il mssile antinave ASM-2.

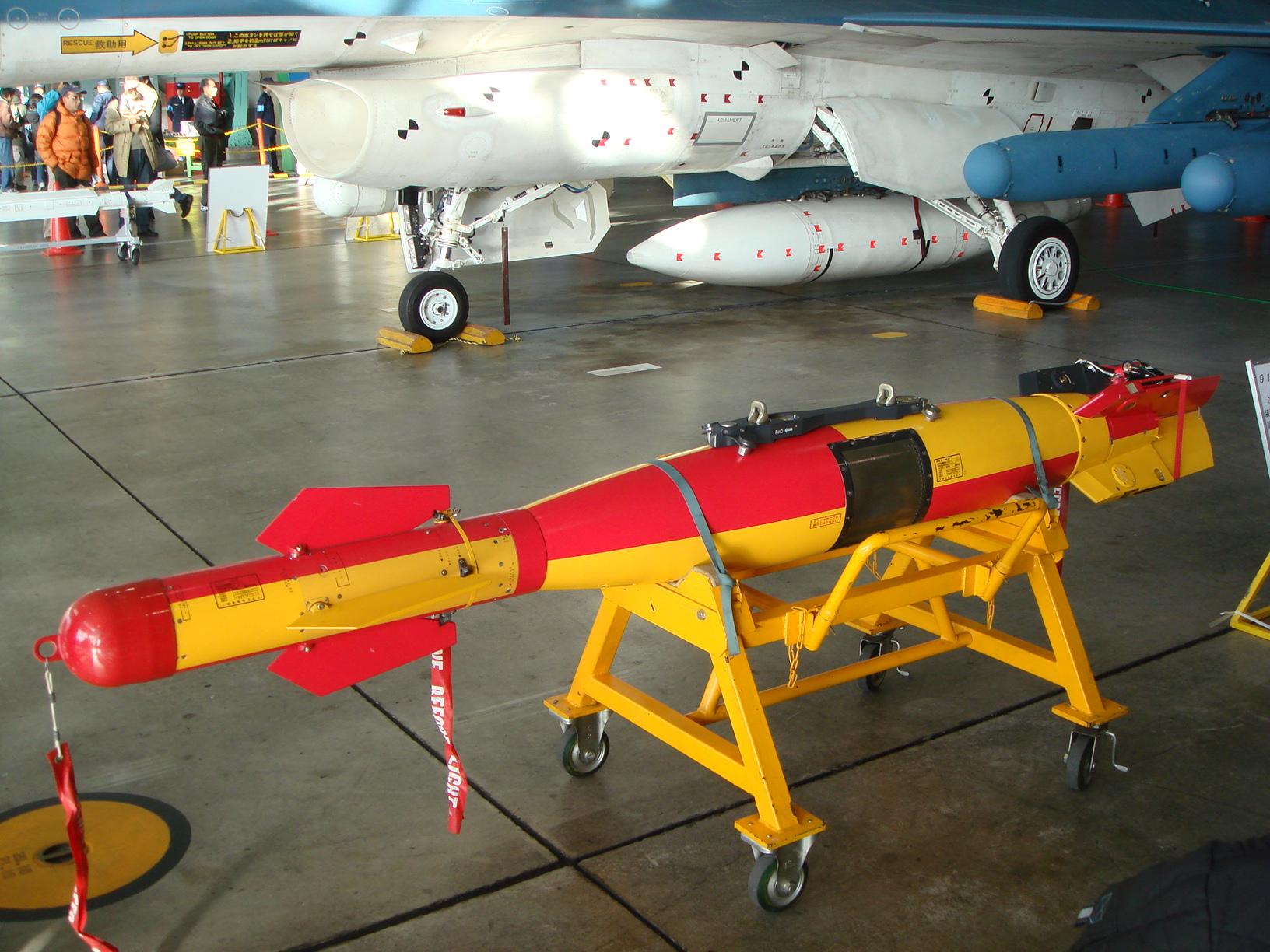
La bomba a guida laser GCS-1.

Per il combattimento aria-aria è in dotazione una panoplia di armi molto vasta, che parte dai missili AIM-9 Sidewinder e AIM-7 Sparrow fino ai nuovi e avanzatissimi AAM-3, AAM-4 e AAM-5.

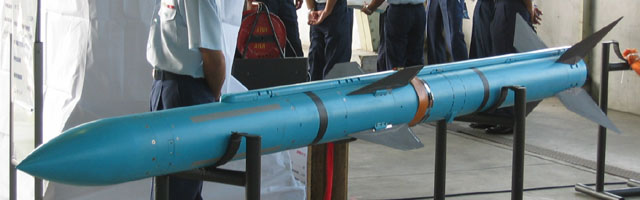
Il missile aria-aria Mitsubishi AAM-4.

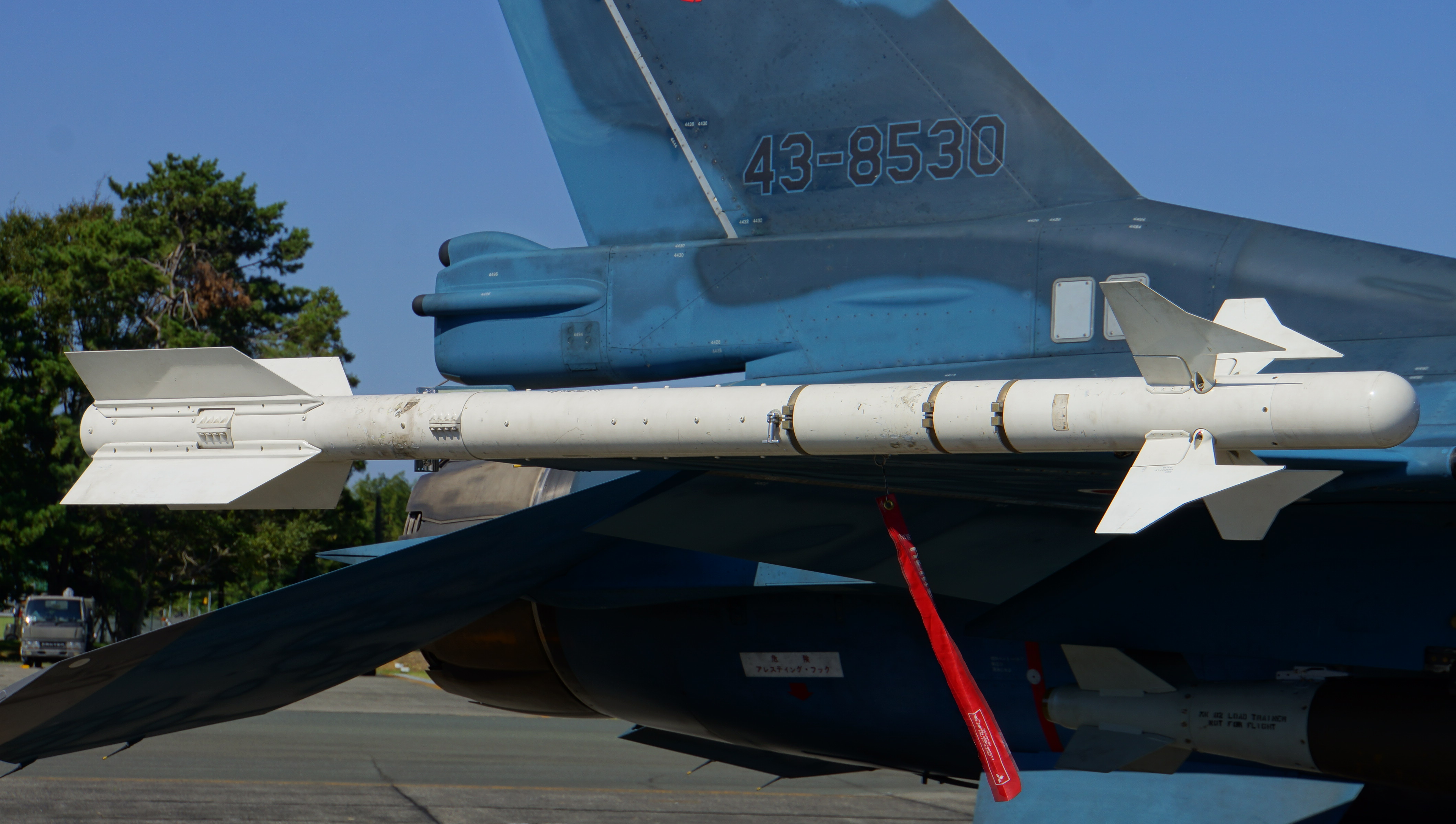
Il missile aria-aria AAM-3 agganciato all'ala del caccia F-2.

Un'altra nuova arma sperimentata dall'F-2 è il missile antinave supersonico ASM-3 che può arrivare a una velocità di oltre Mach 3.

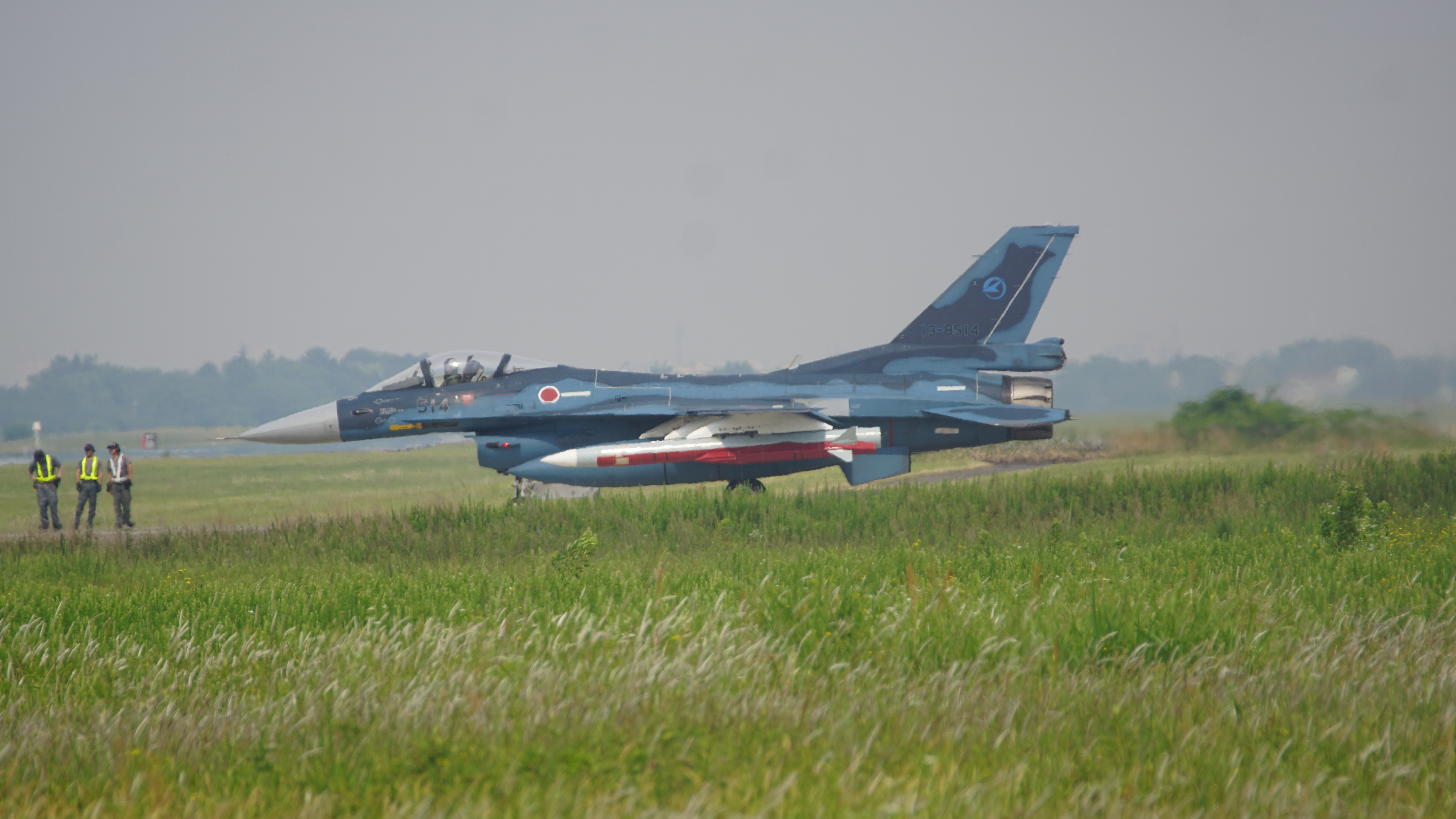
Il caccia F-2 alla base aerea di Gifu mentre effettua i test del prototipo di un missile ASM-3.

## Versioni
- XF-2A: prototipo monoposto.
- XF-2B: prototipo biposto.
- F-2A: versione da caccia monoposto.
- F-2B: versione da addestramento biposto.

## Utilizzatori
Giappone
- Japan Air Self Defence Force

94 tra F-2A e F-2B consegnati, più 4 prototipi con un totale di 98 velivoli.
Nel 2022 erano in servizio 62 F-2A e 25 F-2B, per un totale di 87 aerei, ai quali si aggiungono anche 4 prototipi, arrivando a 91 esemplari.

Air Defense Command
- Central Air Defense Force
  - 7th Air Wing, Hyakuri Air Base
    - 3rd Tactical Fighter Squadron
- Western Air Defense Force
  - 8th Air Wing, Tsuiki Air Base
    - 6th Tactical Fighter Squadron
    - 8th Tactical Fighter Squadron

Air Training Command
- 4th Air Wing, Matsushima Air Base
  - 21st Fighter Training Squadron

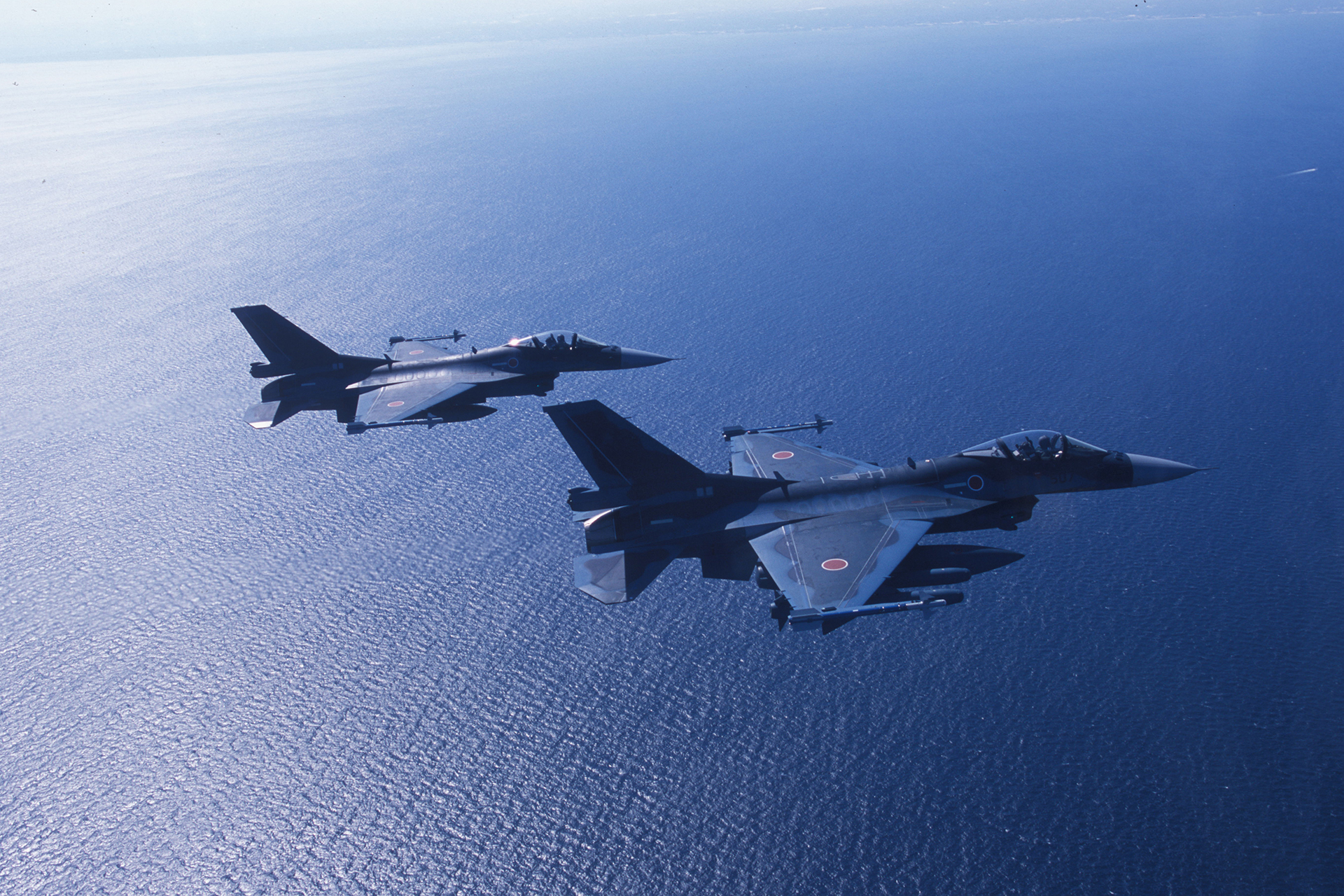
Il caccia multiruolo Mitsubishi F-2 ha svolto un ruolo fondamentale nella JASDF fornendo capacità di attacco al suolo, antinave e intercettazione.

Air Development and Test Command
- Air Development and Test Wing, Gifu Air Base